# Embalse Bachimaña bajo
L'Embalse Bachimaña Bajo est un lac des Pyrénées espagnoles dans la communauté autonome d'Aragon.

## Géographie
Le Bachimaña Bajo est surplombé à l'Ouest par les Pics de Bachimaña puis les Pics de l'Enfer. Il est séparé de son frère l'Embalse Bachimaña alto par un barrage.

### Topographie
C'est un lac de la vallée de Tena, situé à 2 190 m d'altitude pour une superficie de 3,2 ha. 

## Voies d'accès
Le lac est accessible par la HRP, en passant par le port du Marcadau depuis le refuge Wallon.